# Karl Friedrich von Strenge

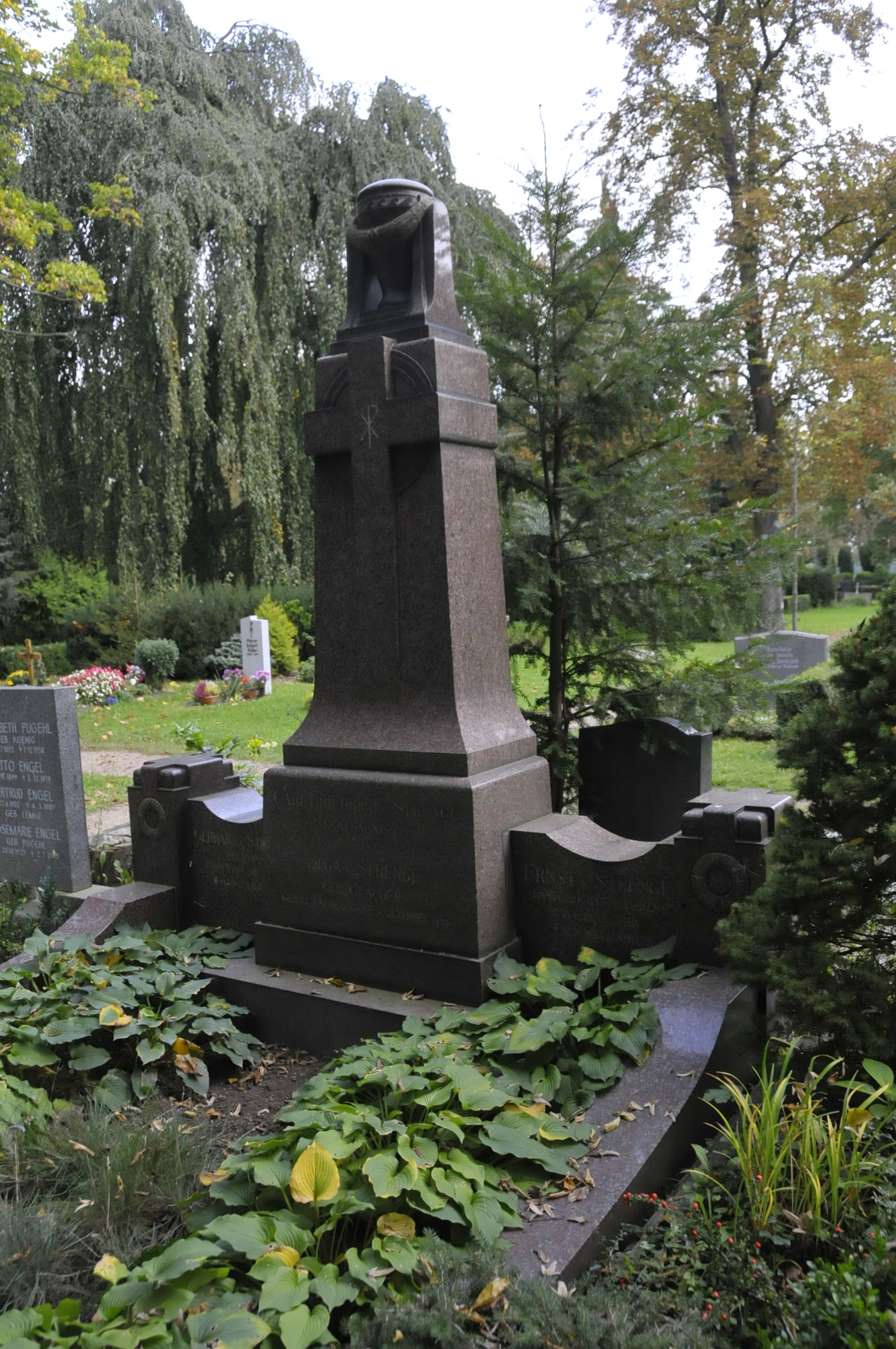
Grabstätte der Familie von Strenge auf dem Hauptfriedhof Gotha

Karl Friedrich von Strenge (* 31. Januar 1843 in Ohrdruf; † 16. Juni 1907 in Gotha) war ein Jurist und Staatsminister im thüringischen Gotha.

## Leben
Karl Friedrich wurde in Ohrdruf als Sohn des Bürgermeisters Julius Strenge geboren. Nach dem Besuch der Gymnasien in Ohrdruf und Gotha studierte er von 1861 bis 1864 an den Universitäten Jena und Berlin Rechts- und Staatswissenschaften. Während seines Studiums wurde er 1861 Mitglied der Burschenschaft Arminia auf dem Burgkeller.
1864 wurde er Akzessist, 1866 Referendar, 1868 Rechtsanwalt und 1869 Notar in Gotha. Von 1877 bis 1890 war Strenge Stadtverordneter. 1889 bis 1891 war Strenge Landtagsabgeordneter und Mitglied des Sachsen-Coburg-Gothaischen Gesamtministeriums. Am 19. November 1891 wurde Strenge durch Herzog Ernst II. zum dirigierenden Staatsminister und Wirklichen Geheimen Rat ernannt. Dieses Amt hatte er bis zum 1. Dezember 1900 inne. 1894 wurde er von Herzog Alfred durch Verleihung des Großkreuzes des Ernestinischen Hausordens in den Adelsstand erhoben. Unter diesem Herzog wollte von Strenge aus den Landesteilen Coburg und Gotha eine Verwaltungsunion bilden, deren Leitung er innezuhaben gedachte. Die Coburger sträubten sich hiergegen, so dass der Plan nicht erfüllt wurde. Erfolg hatte von Strenge jedoch mit der Einführung und Umsetzung des neuen Bürgerlichen Gesetzbuches im Jahre 1900. Im Jahre 1905 wurde die Revision des Domänenabkommens von 1855 fertiggestellt.
Von Strenge war ein viel beachteter und gesuchter Rechtsanwalt, der ein umfassendes Wissen und eine klare juristische Auffassung hatte.
Öffentlich bekannt wurde er u. a. durch seine Ämter als Vorsitzender des Gothaer Protestantenvereins, als Landtagsmitglied, als Stadtverordneter und Stadtverordnetenvorsteher.
Nach dem Rücktritt als Minister und Verabschiedung aus dem Staatsdienst widmete er sich vor allem der Erforschung des Gothaer Kirchenrechts und der heimischen Vergangenheit.
Seine Geburtsstadt Ohrdruf benannte eine Straße nach ihm.